# 帕科坦卡山
16°37′45″S 70°13′40″W / 16.62917°S 70.22778°W
帕科坦卡山（Phaq'u Tanka），是秘魯的山峰，位於該國南部莫克瓜大區，由涅托元帥省的卡魯馬斯區負責管轄，屬於安地斯山脈的一部分，海拔高度5,000米。